# هوراس الكسندر يونغ
هوراس الكسندر يونغ (بالإنجليزية: Horace Alexander Young)‏ هو عازف جاز أمريكي، ولد في 4 نوفمبر 1954 في هيوستن في الولايات المتحدة.